# Сантс

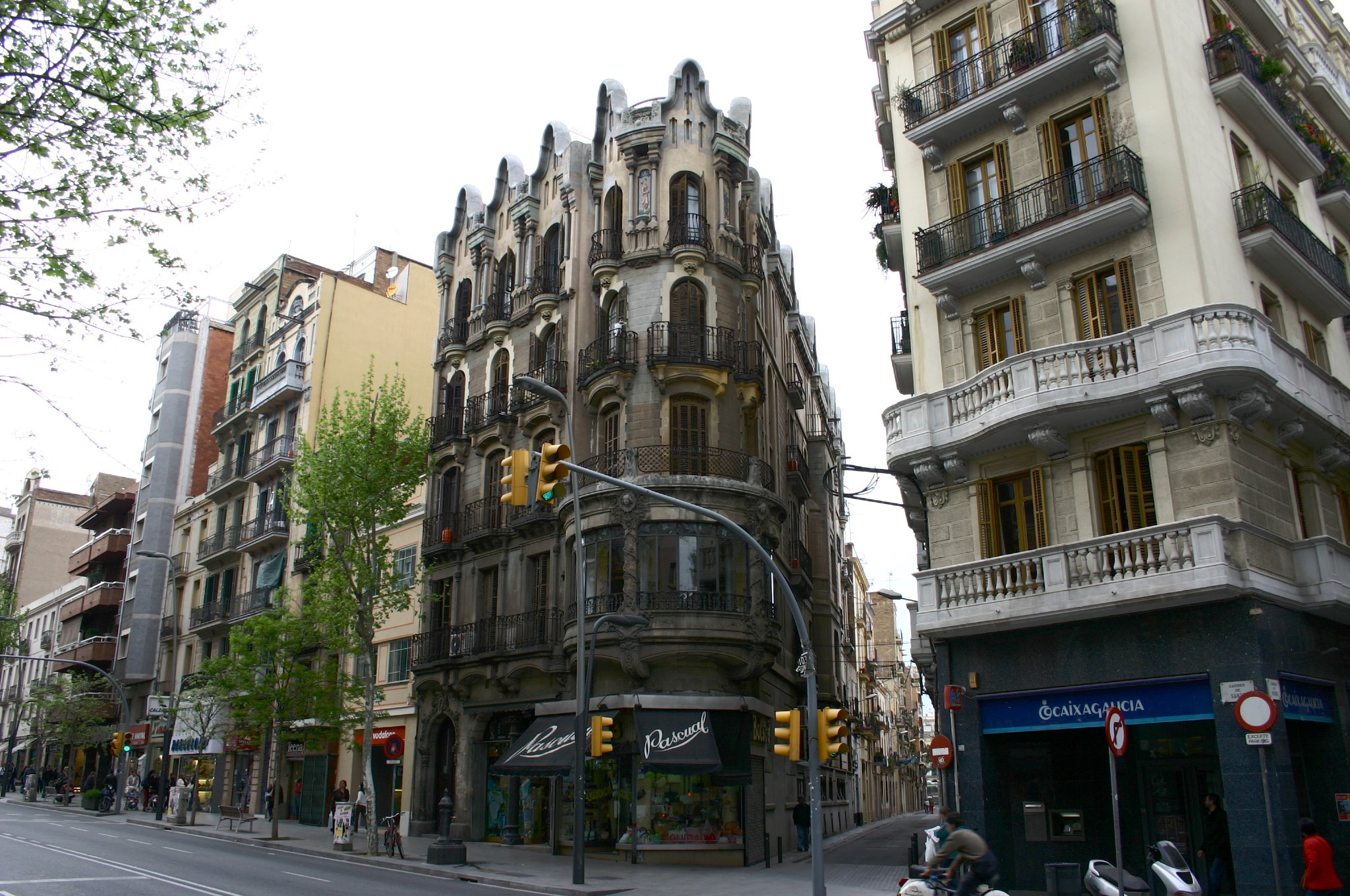
Улица квартала Сантс

Сантс (кат. Sants) — подрайон (кат. barri, исп. barrio) района Сантс-Монтжуик города Барселона, имеет порядковый номер 18. Население составляет 40 785 человек (2016). Этот жилой квартал представлял собой основную часть ранее существовавшего муниципалитета Санта-Мария-де-Сантс (откуда и произошло название), который включал в себя территорию между окрестностями Сантс и Зона Франка-порт (примерно соответствующую центральной части современного района Сантс-Монтжуик), исключая территории Монтжуик, Эль Побле-сек, Остафранкс и часть Зона Франка, принадлежавшую муниципалитету Оспиталет.
Подрайон Сантс пересекает скоростная магистраль Ронда дель Миг, а также железная дорога. В нём расположен крупный торговый центр на пересечении улиц Creu Coberta, ведущей в район Остафранкс, и Carrer de Sants.
В XIX веке Сантс был рабочим районом с несколькими текстильными фабриками, среди которых одной из крупнейших была Vapor Vell, здание которой после реконструкции 2001 года занимают библиотека и школа. Фабрика L’Espanya Industrial (или Vapor Nou) была перепрофилирована в индустриальный парк в 1983 году.
В подрайоне Сантс имеются многочисленные культурные учреждения. Среди многих — Гражданский центр совета подрайона Сантс, ассоциация соседства «Социальный центр Сантс», общество Orfeó de Sants с более чем столетней историей, общество Coral la Floresta, старейшая организация в Сантс, основанная в 1878 году, спортивный клуб Unió Esportiva de Sants, в котором есть велосипедная секция, ответственная за организацию Ciclista Tour в Каталонии, а также Средиземноморский спортивный клуб. Среди организаций популярной и традиционной культуры в районе имеется группа кастельеров «Боринотс», и группа активистов народной культуры Colla Bastonera de Sants.
Главный праздник подрайона Сантс отмечается 24 августа, в день апостола Варфоломея, покровителя местности. В этот день улицы торжественно украшаются улицы и проходят массовые мероприятия.
В начале октября в районе проводятся скачки — Cros Popular de Sants, мемориал Эугени Гиральта — традиция, восходящая к 1930-м годам. В настоящее время проводятся клубом Camins Esportius de Sants.
В 2016 году в подрайоне Сантс был открыт парк Рамбла де Сантс, одной из задач которого было скрыть железнодорожную линию и линию метро у въезда в город.